# 102 High Street (Forres)

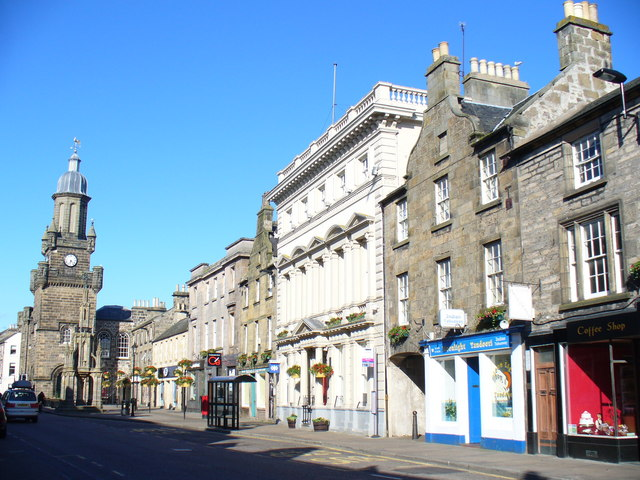
102 High Street ist das helle Gebäude in der Bildmitte

Unter der Adresse 102 High Street in der schottischen Ortschaft Forres in der Council Area Moray befindet sich ein Geschäftsgebäude. 1971 wurde das Bauwerk in die schottischen Denkmallisten in der höchsten Denkmalkategorie A aufgenommen.

## Geschichte
Das Gebäude wurde zwischen 1852 und 1854 für die Caledonian Bank erbaut. Für den Entwurf zeichnet der in Elgin ansässige Thomas Mackenzie verantwortlich. Die Caledonian Bank ging 1907 in der Bank of Scotland auf, welche das Gebäude bis heute nutzt.

## Beschreibung
Das Geschäftsgebäude steht an der High Street im Zentrum von Forres unweit der Tolbooth mit dem Marktkreuz. Der Bau im Palazzo-Stil ist dreistöckig ausgeführt. Seine nordwestexponierte Hauptfassade aus polierten Steinquadern ist fünf Achsen weit. Zentral springt das verdachte Eingangsportal mit dorischen Säulen, Triglyphenfries und Dreiecksgiebel hervor. Die flankierenden Fenster sind ebenfalls mit Triglyphenfriesen ornamentiert. Das zwischenliegende Mauerwerk ist rustiziert. Die Fenster des ersten Obergeschosses sind pilastriert und alternierend mit Dreiecksgiebeln und Segmentbogengiebeln bekrönt. Konsolen tragen das abschließende Kranzgesims mit aufsitzender Balustrade. Das Dach ist mit Schiefer eingedeckt.